# شی (نروژ)
شی (به لاتین: Ski, Norway) یک شهرداری در نروژ است که در آکرشوس واقع شده‌است.

## خصوصیات
شی ۱۶۵٫۵ کیلومترمربع مساحت و ۲۹٬۳۰۷ نفر جمعیت دارد.